# Vit dunört
Vit dunört (Epilobium ciliatum) kallas även vitblommig dunört eller stadsdunört och härstammar från Nordamerika. Artnamnet ciliatum betyder "hårförsedd". Vit dunört är en ört i dunörtssläktet som tillhör familjen dunörtsväxter. 
Växten är flerårig och kan nå upp till sex decimeter. Den har en krypande jordstam och ofta en rikt grenig stjälk. Blomningen äger rum under juli till augusti med små vita blommor på en körtelhårig blomställning. 
Det äldre svenska namnet stadsdunört används även för amerikansk dunört (Epilobium adenocaulon). Vit dunört anses ofta som en underart till amerikansk dunört. Skillnaden mellan dem är kanske främst blomfärgen men även resten av växten skiljer sig en aning. Vit dunört är vanlig i syd- och mellansverige där den växer på kulturpåverkad mark som på ogräsmark och vid järnvägar.

## Externa länkar

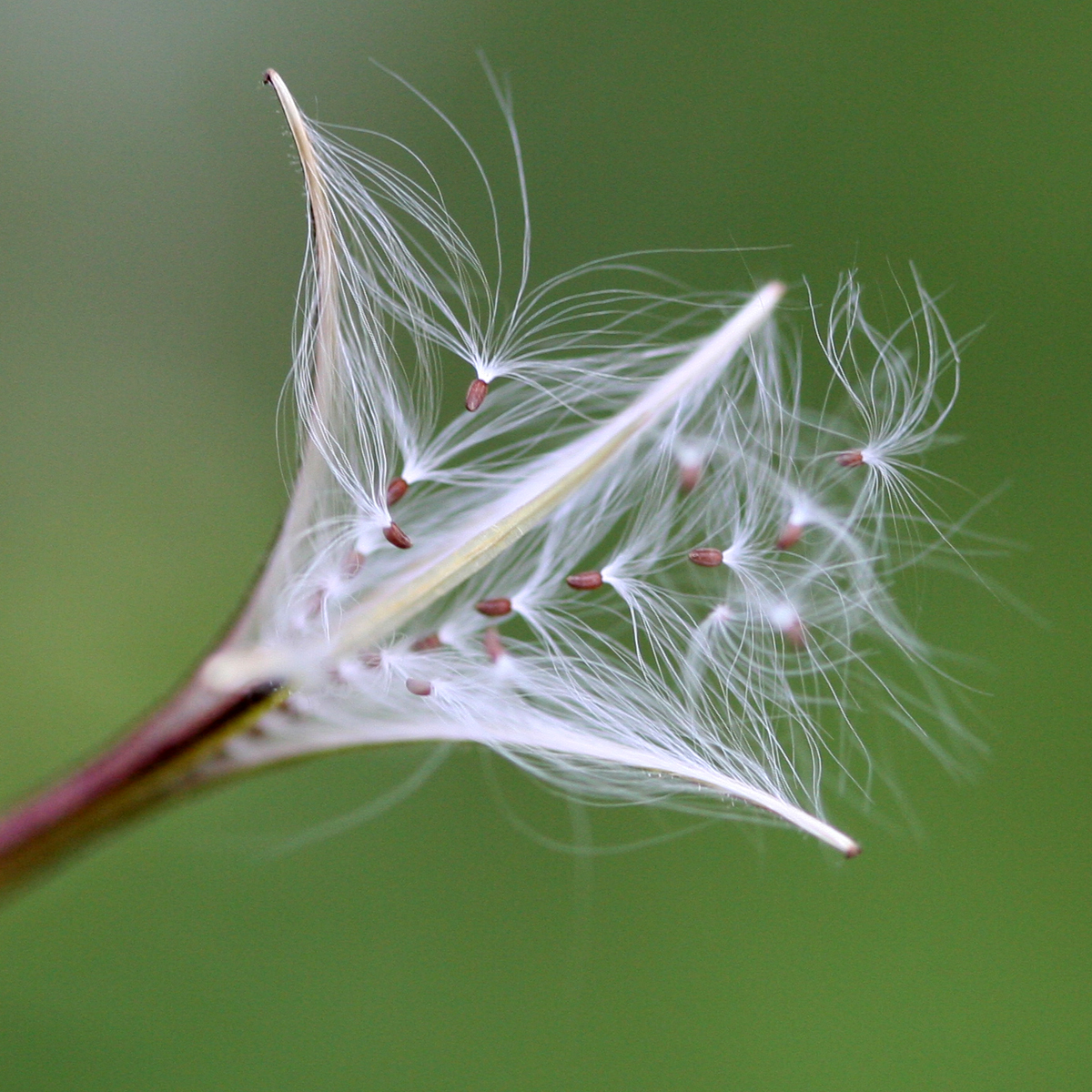
Uppsprucken frökapsel